# Associazione Calcio Benevento 1951-1952
Questa voce raccoglie le informazioni riguardanti l'Associazione Calcio Benevento nelle competizioni ufficiali della stagione 1951-1952.

## Rosa
| N. |                   | Ruolo | Calciatore       |
| -- | ----------------- | ----- | ---------------- |
|    | Italia (bandiera) | A     | O. Ascione       |
|    | Italia (bandiera) | D     | L. Buttazzoni    |
|    | Italia (bandiera) | A     | R. Cavicchioli   |
|    | Italia (bandiera) | D     | L. Corradi       |
|    | Italia (bandiera) | A     | Alberto De Negri |
|    | Italia (bandiera) | A     | Antonio Fimiani  |
|    | Italia (bandiera) | C     | E. Gelsomino     |
|    | Italia (bandiera) | C     | C. Ievolella     |
|    | Italia (bandiera) | A     | F. Labbate       |

| N. |                   | Ruolo | Calciatore        |
| -- | ----------------- | ----- | ----------------- |
|    | Italia (bandiera) | C     | S. Paoli          |
|    | Italia (bandiera) | A     | A. Pastore        |
|    | Italia (bandiera) | P     | G. Piredda        |
|    | Italia (bandiera) | A     | F. Pugliese       |
|    | Italia (bandiera) | A     | S. Sacconi        |
|    | Italia (bandiera) | C     | Oronzo Tamburrano |
|    | Italia (bandiera) | A     | Eugenio Zordan    |